# Rofiac d'Aude
Rofiac d'Aude (en francès Rouffiac-d'Aude) és un municipi de França de la regió d'Occitània, al departament de l'Aude